# おしゃかこごり
おしゃかこごりは、山梨県の郷土料理、行事食である。大豆を混ぜて作られるこごりのこと。一般的に、釈迦の誕生日を祝う灌仏会のある4月8日またはその1か月後の5月8日に作られ、供物にされる、または食される。
山梨県が次世代への継承に取り組む郷土食「やまなしの食」のうち、さらに代表的な「特選やまなしの食」に行事食として認定されている。

## 語源
こごりは「凝り」、つまり「塊」を意味する地方の方言である。「おしゃかこごり」はごつごつとした釈迦の頭を表しているとされる。

## 概要
峡東地域と甲府市、市川三郷町、身延町などに伝わる、4月8日の灌仏会の花まつりの行事食。ちょうど1か月後の5月8日にも食べられるという。アマチャヅルの葉からつくられる甘茶とともに振る舞われることが多い。これを食すると智恵が授かるという言い伝えが残された地域もある。

## 作り方
水に数時間浸した大豆の水を切り、焦がさないほどに煮る。
大豆に小麦粉と砂糖、塩を合わせ、温めた牛乳を少しずつ加え、柔らかくなるまでよく練る。
上記を10個ほどに分け丸くして、蒸し器で約10分蒸す。